# 울산 중구의 국회의원

## 행정구역 변천
- 1985년 7월 15일 울산시 중구 설치
- 1988년 1월 1일 중구 방어동·일산동·화정동·미포동·전하동·동부동·서부동·주전동이 울산시 동구로 분구
- 1997년 7월 15일 송정동·효문동·양정동·진장동을 북구에, 염포동을 동구에 편입, 울산광역시 중구

## 울산 중구의 역대 국회의원 일람
| 대수   | 이름           | 소속정당   | 임기                               | 선거구역         |
| ------ | -------------- | ---------- | ---------------------------------- | ---------------- |
| 제13대 | 김태호(金泰鎬) | 민주정의당 | 1988년 5월 30일 ~ 1992년 5월 29일  | 울산시 중구 일원 |
| 제14대 | 차화준(車和俊) | 통일국민당 | 1992년 5월 30일 ~ 1996년 5월 29일  | 울산시 중구 일원 |
| 제15대 | 김태호(金泰鎬) | 신한국당   | 1996년 5월 30일 ~ 2000년 5월 29일  | 울산시 중구 일원 |
| 제16대 | 김태호(金泰鎬) | 한나라당   | 2000년 5월 30일 ~ 2002년 7월 10일  | 중구 일원        |
| 제16대 | 정갑윤(鄭甲潤) | 한나라당   | 2002년 12월 20일 ~ 2004년 5월 29일 | 중구 일원        |
| 제17대 | 정갑윤(鄭甲潤) | 한나라당   | 2004년 5월 30일 ~ 2008년 5월 29일  | 중구 일원        |
| 제18대 | 정갑윤(鄭甲潤) | 한나라당   | 2008년 5월 30일 ~ 2012년 5월 29일  | 중구 일원        |
| 제19대 | 정갑윤(鄭甲潤) | 새누리당   | 2012년 5월 30일 ~ 2016년 5월 29일  | 중구 일원        |
| 제20대 | 정갑윤(鄭甲潤) | 새누리당   | 2016년 5월 30일 ~ 2020년 5월 29일  | 중구 일원        |
| 제21대 | 박성민(朴聖敏) | 미래통합당 | 2020년 5월 30일 ~ 2024년 5월 29일  | 중구 일원        |
| 제22대 | 박성민(朴聖敏) | 국민의힘   | 2024년 5월 30일 ~                  | 중구 일원        |

## 같이 보기
- 울산 남구의 국회의원
- 울산 동구의 국회의원
- 울산 북구의 국회의원
- 울주군의 국회의원
- 중구 (울산 선거구)